# Blaye-les-Mines
Blaye-les-Mines [blaj le min] est une commune française située dans le département du Tarn, en région Occitanie. Sur le plan historique et culturel, la commune est dans l'Albigeois, une région naturelle agricole correspondant aux environs de la ville d’Albi.
Exposée à un climat océanique altéré, elle est drainée par la Zère, le ruisseau du Candou et par divers autres petits cours d'eau.
Blaye-les-Mines est une commune urbaine qui compte 2 920 habitants en 2022, après avoir connu un pic de population de 6 558 habitants en 1954. Elle est dans l'agglomération de Carmaux et fait partie de l'aire d'attraction d'Albi. Ses habitants sont appelés les Blayais ou  Blayaises.

## Géographie

### Localisation
Commune de l'aire urbaine de Carmaux située dans son pôle urbain, à 1 km au sud-ouest de Carmaux.

### Communes limitrophes
Les communes limitrophes sont  Carmaux, Labastide-Gabausse, Le Garric, Saint-Benoît-de-Carmaux et Taïx.
| Saint-Benoît-de-Carmaux |                 | Carmaux   |
| Labastide-Gabausse      | Blaye-les-Mines |           |
| Taïx                    |                 | Le Garric |

### Géologie et relief
La superficie de la commune est de 888 hectares ; son altitude varie de 241  à   344 mètres.

### Hydrographie
La commune est dans le bassin de la Garonne, au sein du bassin hydrographique Adour-Garonne. Elle est drainée par la Zère et le ruisseau du Candou et par divers petits cours d'eau, qui constituent un réseau hydrographique de 6 km de longueur totale,.

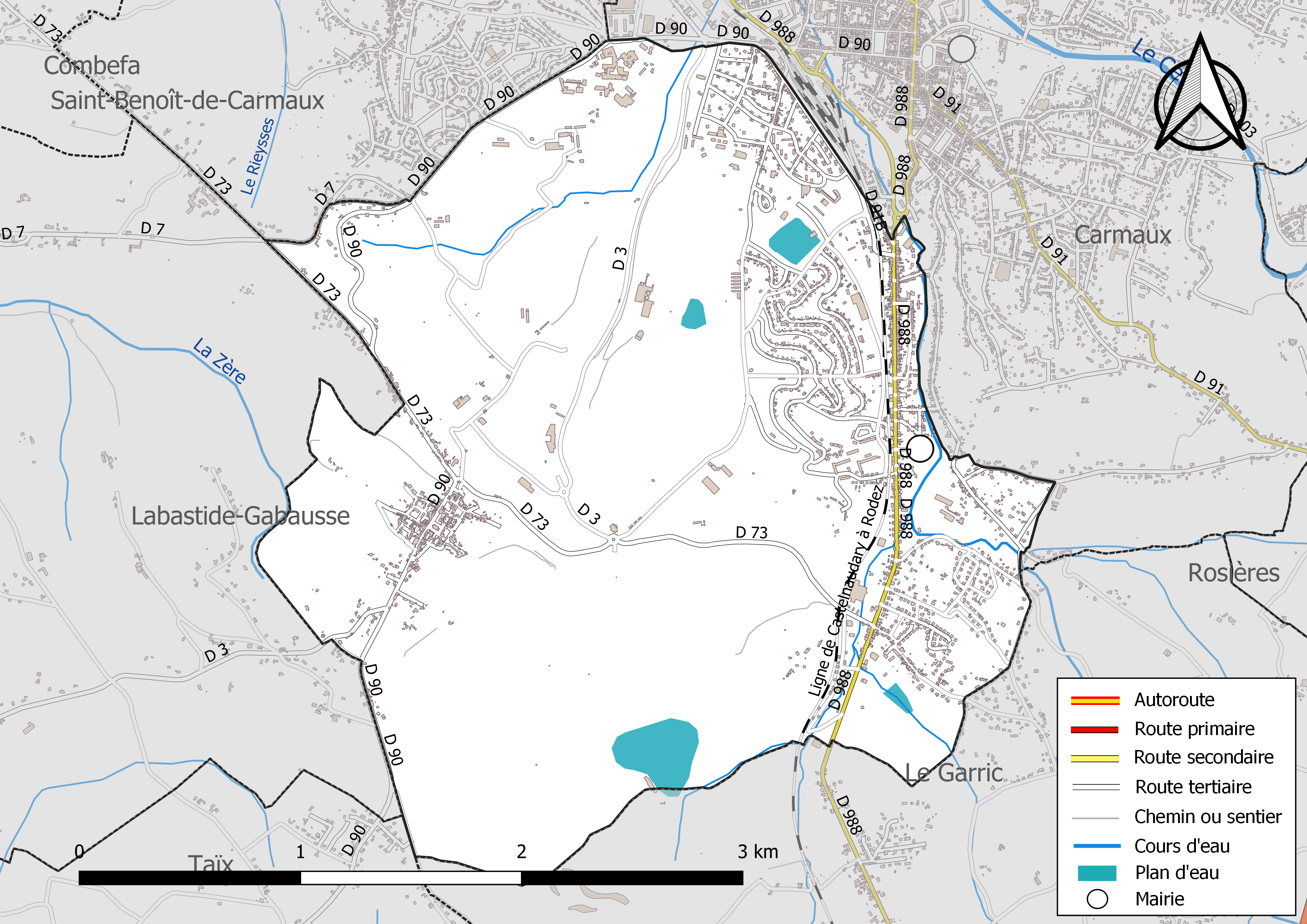
Réseaux hydrographique et routier de Blaye-les-Mines.

### Climat
Pour des articles plus généraux, voir Climat de l'Occitanie et Climat du Tarn.
En 2010, le climat de la commune est de type climat océanique altéré, selon une étude du Centre national de la recherche scientifique s'appuyant sur une série de données couvrant la période 1971-2000. En 2020, Météo-France publie une typologie des climats de la France métropolitaine dans laquelle la commune est toujours exposée à un climat océanique altéré et est dans une zone de transition entre les régions climatiques « Aquitaine, Gascogne » et « Sud-est du Massif Central ».
Pour la période 1971-2000, la température annuelle moyenne est de 12,7 °C, avec une amplitude thermique annuelle de 16 °C. Le cumul annuel moyen de précipitations est de 903 mm, avec 10,2 jours de précipitations en janvier et 6,4 jours en juillet. Pour la période 1991-2020, la température moyenne annuelle observée sur la station météorologique de Météo-France la plus proche, « Albi », sur la commune du Sequestre à 14 km à vol d'oiseau, est de 13,8 °C et le cumul annuel moyen de précipitations est de 733,9 mm. 
La température maximale relevée sur cette station est de 42,3 °C, atteinte le 23 août 2023 ; la température minimale est de −20,4 °C, atteinte le 16 janvier 1985,,.
Les paramètres climatiques de la commune ont été estimés pour le milieu du siècle (2041-2070) selon différents scénarios d'émission de gaz à effet de serre à partir des nouvelles projections climatiques de référence DRIAS-2020. Ils sont consultables sur un site dédié publié par Météo-France en novembre 2022.

### Milieux naturels et biodiversité
Aucun espace naturel présentant un intérêt patrimonial n'est recensé sur la commune dans l'inventaire national du patrimoine naturel,,.

## Urbanisme

### Typologie
Au 1er janvier 2024, Blaye-les-Mines est catégorisée petite ville, selon la nouvelle grille communale de densité à sept niveaux définie par l'Insee en 2022.
Elle appartient à l'unité urbaine de Carmaux, une agglomération intra-départementale regroupant sept  communes, dont elle est une commune de la banlieue,,. Par ailleurs la commune fait partie de l'aire d'attraction d'Albi, dont elle est une commune de la couronne,. Cette aire, qui regroupe 91 communes, est catégorisée dans les aires de 50 000 à moins de 200 000 habitants,.

### Occupation des sols
L'occupation des sols de la commune, telle qu'elle ressort de la base de données européenne d’occupation biophysique des sols Corine Land Cover (CLC), est marquée par l'importance des territoires artificialisés (46,2 % en 2018), une proportion sensiblement équivalente à celle de 1990 (46,5 %). La répartition détaillée en 2018 est la suivante : 
zones urbanisées (28,4 %), milieux à végétation arbustive et/ou herbacée (18,7 %), terres arables (13,6 %), zones agricoles hétérogènes (11,6 %), espaces verts artificialisés, non agricoles (9,3 %), zones industrielles ou commerciales et réseaux de communication (8,6 %), forêts (5,7 %), prairies (4,2 %). L'évolution de l’occupation des sols de la commune et de ses infrastructures peut être observée sur les différentes représentations cartographiques du territoire : la carte de Cassini (XVIIIe siècle), la carte d'état-major (1820-1866) et les cartes ou photos aériennes de l'IGN pour la période actuelle (1950 à aujourd'hui).

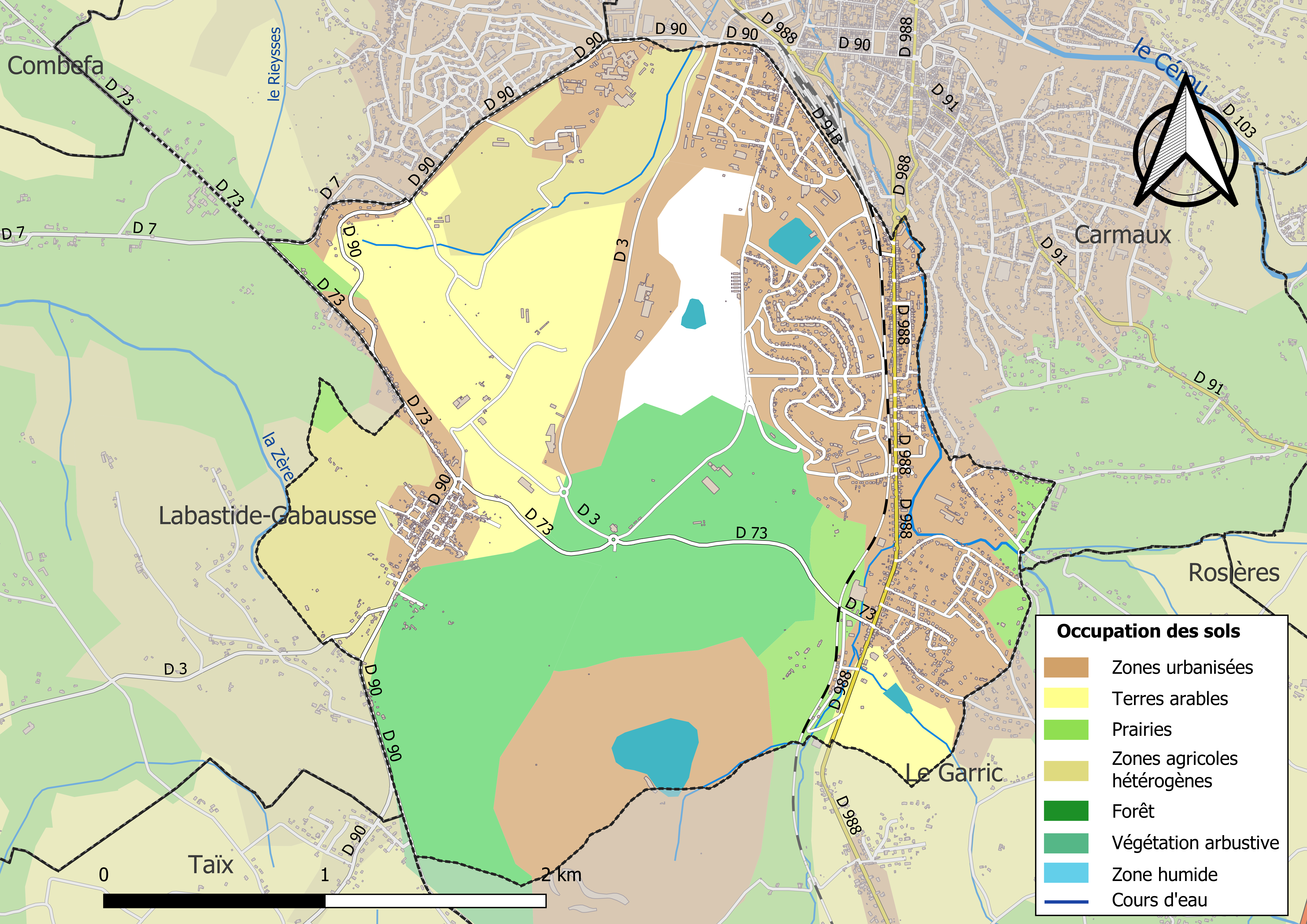
Carte des infrastructures et de l'occupation des sols de la commune en 2018 (CLC).

### Voies de communication et transports
La commune est desservie par des lignes régulières du réseau régional liO : la ligne 701 la relie à Albi et à Mirandol-Bourgnounac ; la ligne 711 la relie à Albi et à Carmaux ; la ligne 722 la relie à Albi et à Rodez.

### Risques majeurs
Le territoire de la commune de Blaye-les-Mines est vulnérable à différents aléas naturels : météorologiques (tempête, orage, neige, grand froid, canicule ou sécheresse), inondations, mouvements de terrains et séisme (sismicité très faible). Il est également exposé à un risque technologique,  le transport de matières dangereuses, et à deux risques particuliers : le risque minier et le risque de radon. Un site publié par le BRGM permet d'évaluer simplement et rapidement les risques d'un bien localisé soit par son adresse soit par le numéro de sa parcelle.

#### Risques naturels
Certaines parties du territoire communal sont susceptibles d’être affectées par le risque d’inondation par débordement de cours d'eau, notamment La cartographie des zones inondables en ex-Midi-Pyrénées réalisée dans le cadre du XIe Contrat de plan État-région, visant à informer les citoyens et les décideurs sur le risque d’inondation, est accessible sur le site de la DREAL Occitanie. La commune a été reconnue en état de catastrophe naturelle au titre des dommages causés par les inondations et coulées de boue survenues en 1982, 1994 et 2011,.
Blaye-les-Mines est exposée au risque de feu de forêt. En 2022, il n'existe pas de Plan de Prévention des Risques incendie de forêt (PPRif). Le débroussaillement aux abords des maisons constitue l’une des meilleures protections pour les particuliers contre le feu,.

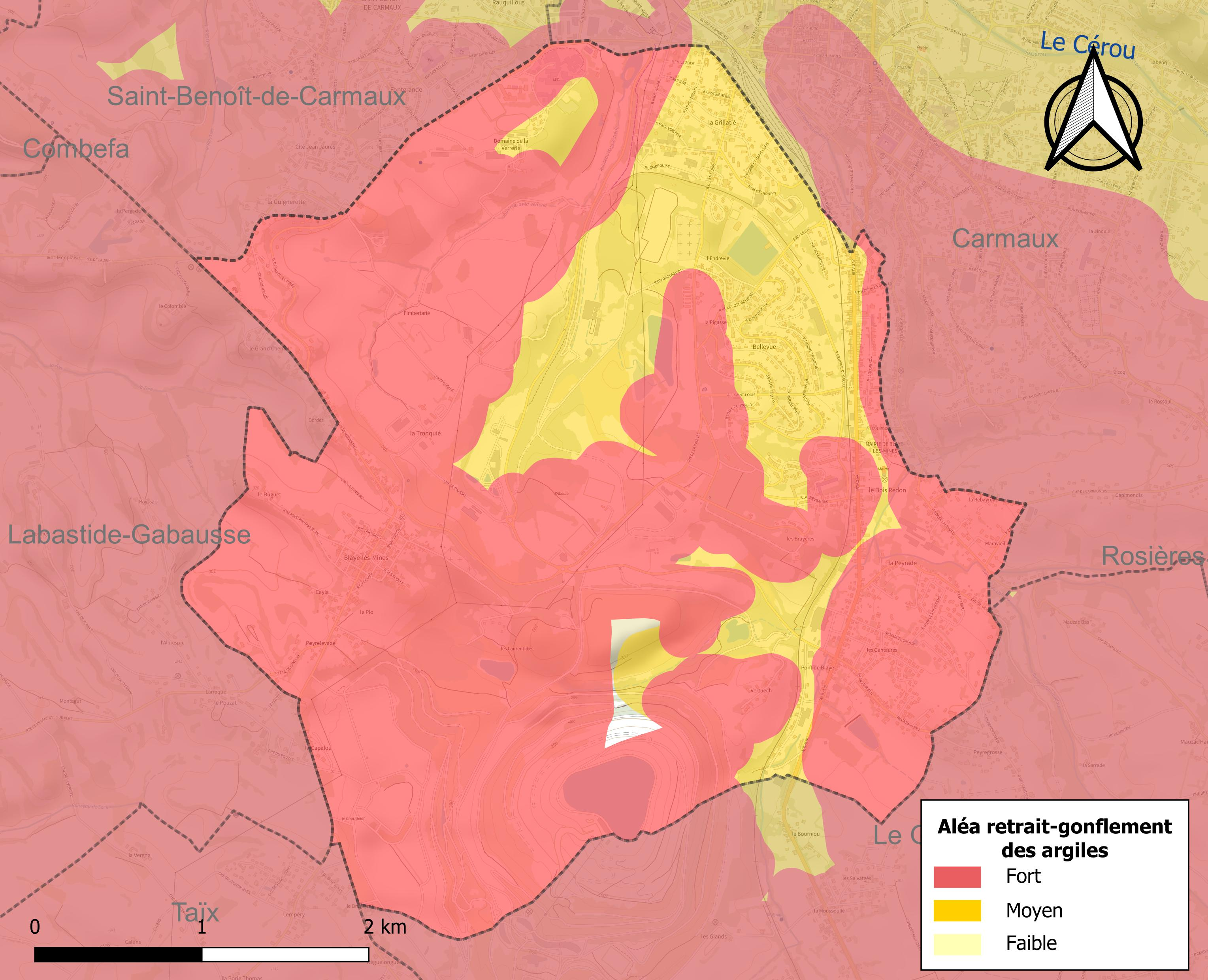
Carte des zones d'aléa retrait-gonflement des sols argileux de Blaye-les-Mines.

Les mouvements de terrains susceptibles de se produire sur la commune sont des mouvements de sols liés à la présence d'argile et des effondrements généralisés de terrains miniers.
Le retrait-gonflement des sols argileux est susceptible d'engendrer des dommages importants aux bâtiments en cas d’alternance de périodes de sécheresse et de pluie. 99,5 % de la superficie communale est en aléa moyen ou fort (76,3 % au niveau départemental et 48,5 % au niveau national). Sur les 1 295 bâtiments dénombrés sur la commune en 2019, 1 295 sont en aléa moyen ou fort, soit 100 %, à comparer aux 90 % au niveau départemental et 54 % au niveau national. Une cartographie de l'exposition du territoire national au retrait gonflement des sols argileux est disponible sur le site du BRGM,.
Par ailleurs, afin de mieux appréhender le risque d’affaissement de terrain, l'inventaire national des cavités souterraines permet de localiser celles situées sur la commune.

#### Risques technologiques
Le risque de transport de matières dangereuses sur la commune est lié à sa traversée par des infrastructures routières ou ferroviaires importantes ou la présence d'une canalisation de transport d'hydrocarbures. Un accident se produisant sur de telles infrastructures est susceptible d’avoir des effets graves sur les biens, les personnes ou l'environnement, selon la nature du matériau transporté. Des dispositions d’urbanisme peuvent être préconisées en conséquence.

#### Risque particulier
Le bassin houiller de Carmaux est un ancien bassin minier de France avec un début d’exploitation rationnelle en 1752 qui a pris fin en 1997 (250 ans d’activité) après un lent déclin amorcé dans les années 1970. La commune est ainsi concernée par le risque minier, principalement lié à l’évolution des cavités souterraines laissées à l’abandon et sans entretien après l’exploitation des mines.
Dans plusieurs parties du territoire national, le radon, accumulé dans certains logements ou autres locaux, peut constituer une source significative d’exposition de la population aux rayonnements ionisants. Certaines communes du département sont concernées par le risque radon à un niveau plus ou moins élevé. Selon la classification de 2018, la commune de Blaye-les-Mines est classée en zone 2, à savoir zone à potentiel radon faible mais sur lesquelles des facteurs géologiques particuliers peuvent faciliter le transfert du radon vers les bâtiments.

## Histoire
L'origine du village remonte à la fondation d'une bastide royale, en 1302. Blaye d'Albigeois, qui devient Blaye-les-Mines en 1934, faisant référence à la révolution industrielle aux XVIIIe et XIXe siècles. La famille de Solages - châtelains blayais - particulièrement dynamique, crée une verrerie en 1752 ; elle installe la première machine à vapeur en 1811 et ouvre plusieurs puits de mine : la Grillatié en 1833, la Tronquié en 1878 et Sainte-Marie en 1897. Dès lors, le destin de la commune est lié à celui du charbon et du verre. À partir de 1897, la totalité du « charbon de Carmaux » sera produite sur son territoire et la verrerie de Solages produira jusqu'en 1862.
La fermeture du dernier puits de mine en activité (la Tronquié) constitue fin juillet 1987, le point final de cette aventure industrielle souterraine. De 1985 au 30 juin 1997, l'exploitation de la mine à ciel ouvert ne parvient pas à infléchir le cours de l'histoire. C'est dans ce cratère de 1 kilomètre de diamètre et 200 mètres de profondeur, au lieu-dit « Sainte-Marie », qu'a été aménagé ce qu'on a présenté comme le premier pôle européen de multi-loisirs Cap'Découverte, dont l'activité n'a pu être à la hauteur des espoirs de ses promoteurs et de l'importance considérable des fonds publics engagés dans l'opération d'aménagement du site.
Plusieurs Blayais ont marqué l'histoire de la commune au cours de la Seconde Guerre mondiale. Ainsi Augustin Malroux, le maire, a-t-il été le premier Tarnais à se lancer dans la Résistance. Déporté, il meurt à Bergen-Belsen le 10 avril 1945. Abel Bouzinac, le secrétaire général de la mairie également mort en déportation, Wladislav Hamerlak, le mineur, et Yvon Loubière, le transporteur, ont suivi son exemple contre l'occupant nazi.

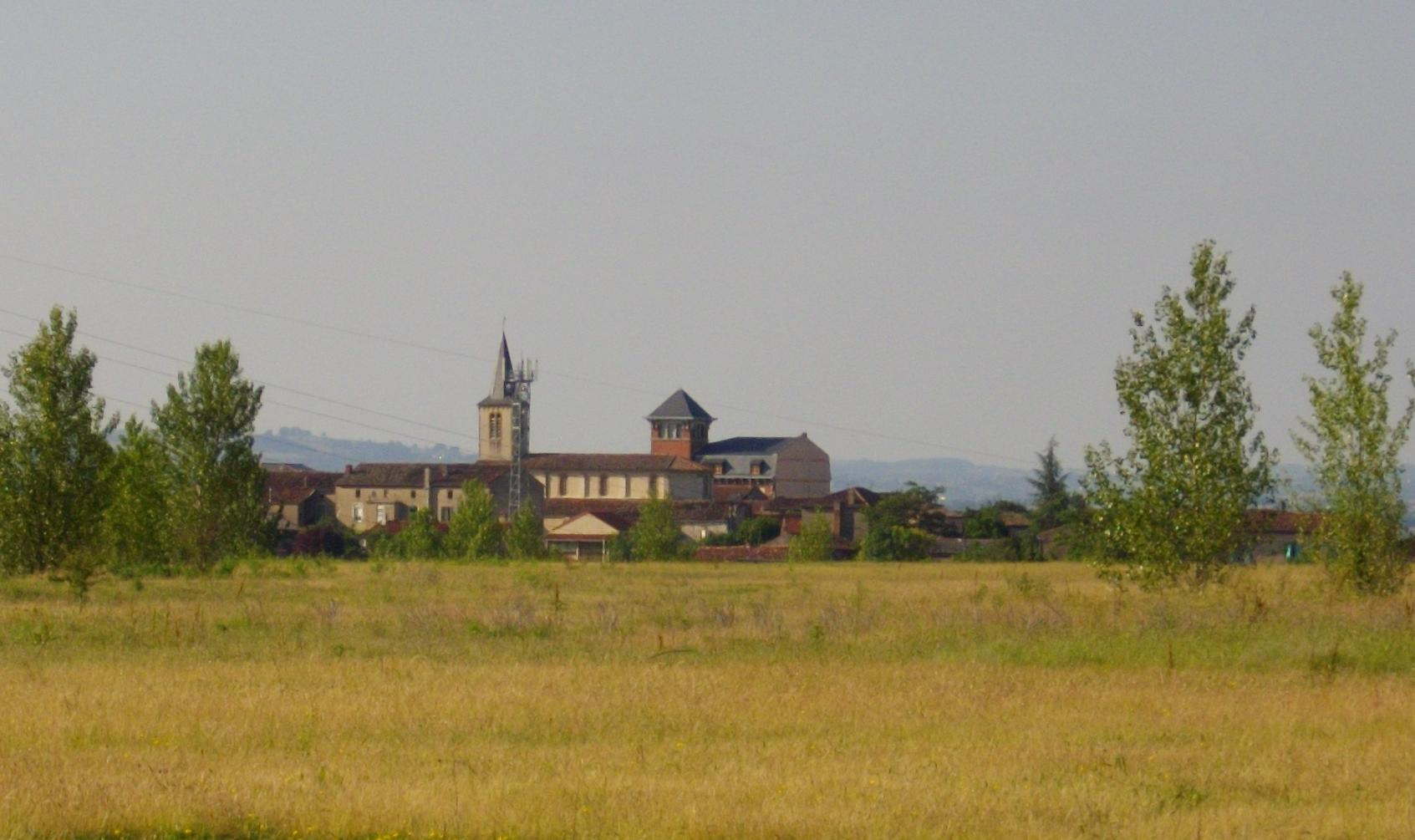
Vue sur le village de Blaye : l'église et l'ancienne mairie.
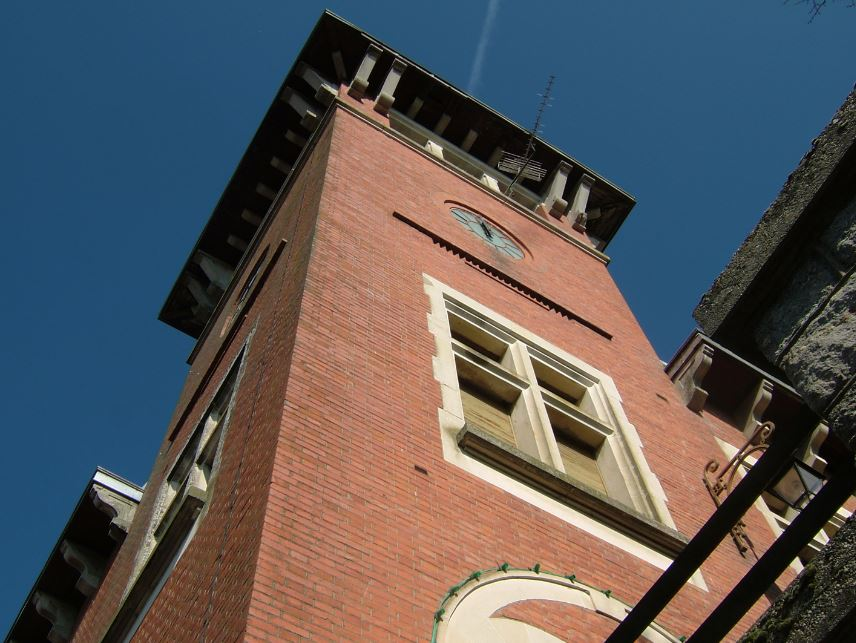
Beffroi de l'ancienne mairie de Blaye-les-Mines en 2005.

## Politique et administration

### Administration municipale

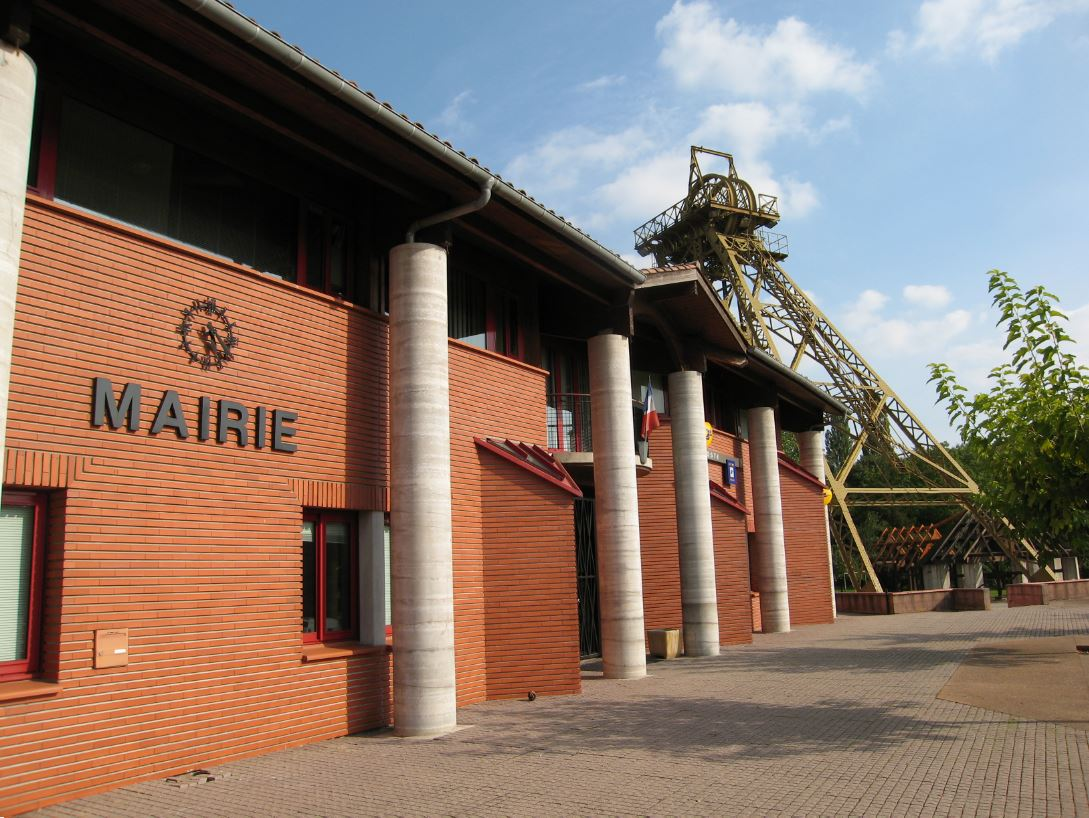
Mairie et chevalement de puits de mine de Blaye-les-Mines en 2006.
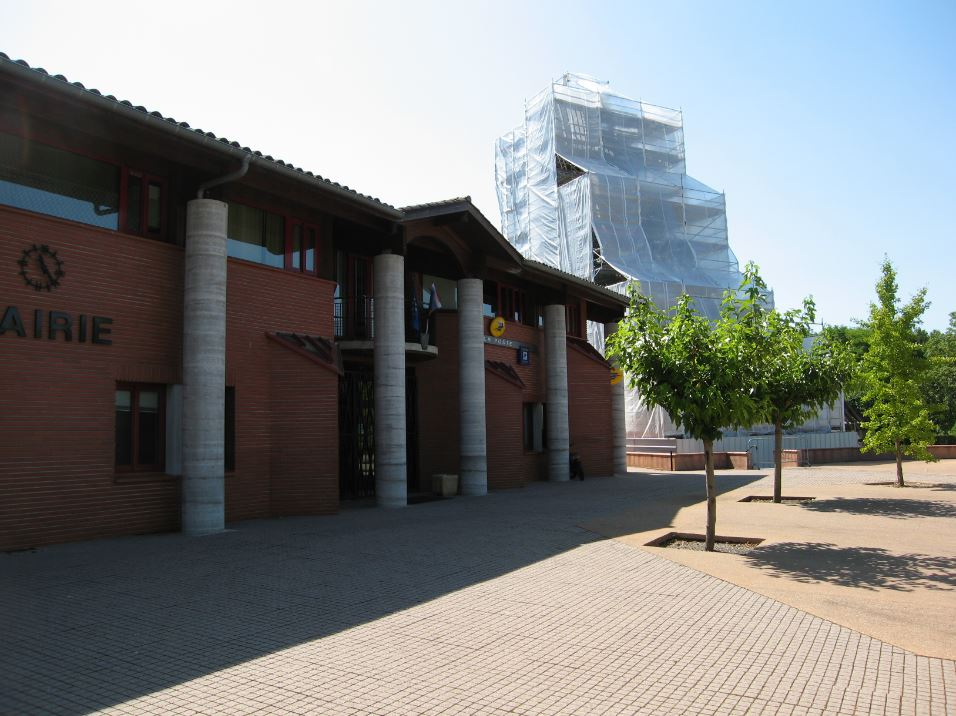
Mairie et chevalement de puits de mine pendant les travaux de peinture grise de Blaye-les-Mines en 2008.
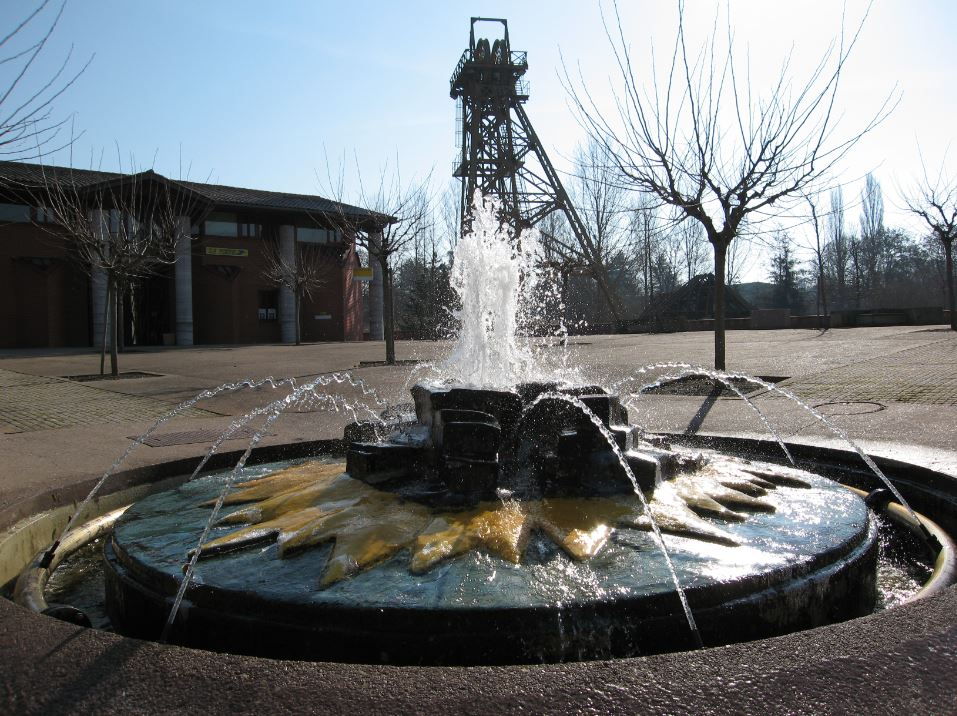
Mairie, fontaine et chevalement de puits de mine de Blaye-les-Mines en 2008.
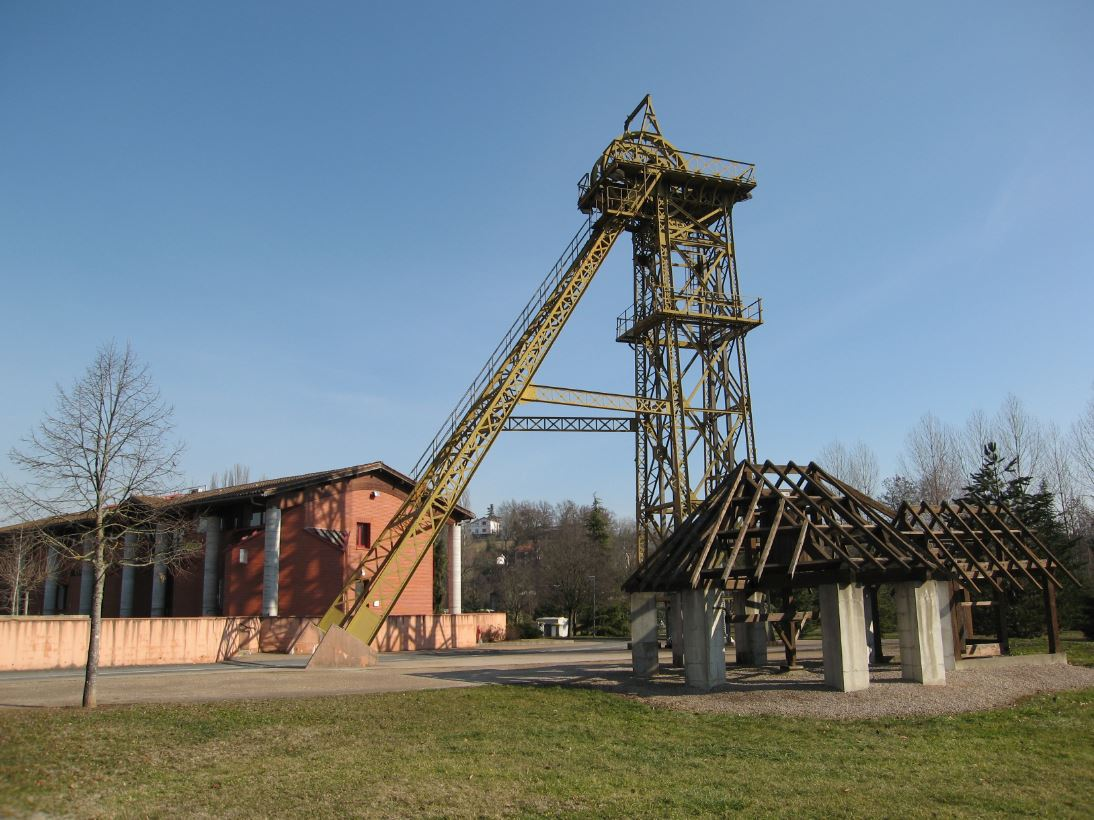
Reconstitution d'une machine à molette datant de 1790 (premier plan), l'ancien chevalement du puits Sainte-Marie (mis en place en février-mars 1988) et la mairie.

### Liste des maires
| Période                                  | Période        | Identité                     | Étiquette                        | Qualité |
| ---------------------------------------- | -------------- | ---------------------------- | -------------------------------- | --- |
| janvier 1793                             | juillet 1800   | Jean François Laporte        |                                  | officier public, agent municipal |
| juillet 1800                             | décembre 1812  | Antoine Delmas               |                                  | secrétaire au château de la Verrerie |
| 1812                                     | septembre 1830 | François Gabriel de Solages  |                                  | vicomte, propriétaire des mines et de la verrerie royale                                                                                       |
| septembre 1830                           | novembre 1831  | x Laporte                    |                                  | |
| novembre 1831                            | janvier 1832   | Pierre Andouart              |                                  | forgeron à Blaye-village |
| janvier 1832                             | janvier 1835   | Jean-Baptiste Héral          |                                  | cultivateur |
| janvier 1835                             | avril 1839     | Marc Antoine Raymond Laporte |                                  | |
| juillet 1839                             | mai 1842       | Antoine Calmels              |                                  | |
| mai 1842                                 | juillet 1843   | Jean Pierre Barthélémy       |                                  | |
| août 1843                                | octobre 1870   | Jean-Pierre Laporte          |                                  | |
| octobre 1870                             | mars 1874      | Jean-Baptiste Héral          | Républicain.                     | Géomètre |
| mars 1874                                | mai 1876       | Antoine Salvy Viguier        |                                  | |
| juin 1876                                | mai 1908       | Jean-Baptiste Héral          | Union républicaine puis Radical, | Géomètre |
| mai 1908                                 | janvier 1919   | Alexandre Palazy             |                                  | |
| janvier 1919                             | décembre 1919  | Prosper Frayssinet           |                                  | |
| décembre 1919                            | février 1925   | Jules Robert                 | SFIO puis PCF                    | |
| février 1925                             | mai 1925       | Emile Bibal                  | SFIO puis PCF                    | |
| mai 1925                                 | avril 1933     | Théophile Treilhes           | SFIO                             | |
| avril 1933                               | mai 1935       | Philippe Franques            |                                  | |
| mai 1935                                 | 1940           | Augustin Malroux             | SFIO                             | Instituteur Député du Tarn (1936 → 1941) |
| avril 1945                               | octobre 1947   | Casimir Bru                  |                                  | |
| octobre 1947                             | octobre 1964   | Éloi Cabrol                  |                                  | |
| octobre 1964                             | mars 1971      | Robert Garric                |                                  | Employé |
| mars 1971                                | mars 1989      | Jean Coutouly                | PCF                              | Mineur Conseiller général du canton de Carmaux-Sud (1973 → 1982) Conseiller régional de Midi-Pyrénées (1982 → 1986)                            |
| mars 1989                                | mars 2001      | Guy-Pierre Fabre             | PS                               | Ingénieur de recherches à l'INRA Conseiller général du canton de Carmaux-Sud (1994 → 2008)                                                     |
| mars 2001                                | mai 2020       | André Fabre                  | PS puis DVG                      | Professeur Conseiller général du canton de Carmaux-Sud (2008 → 2015) Conseiller départemental du canton de Carmaux-2 Vallée du Cérou (2015 → ) |
| mai 2020                                 | En cours       | Jean-François Kowalik        |                                  | Professeur |
| Les données manquantes sont à compléter. |                |                              |                                  | |

### Politique environnementale
Le projet photovoltaïque
Le SMAD, syndicat mixte d'aménagement de la découverte dont la commune de Blaye-les-Mines est partie prenante depuis 1997, porte un projet de production d'électricité photovoltaïque depuis 2008. Le 10 novembre 2015, a eu lieu le lancement officiel du projet de champs de production d'électricité photovoltaïque par la signature des baux emphytéotiques entre le SMAD, propriétaire des terrains mis à disposition et la société parisienne NEOEN, le troisième producteur d'énergies renouvelables (solaire, éolien, biomasse) en France, filiale de Direct Énergies.
Ce projet de production d'électricité photovoltaïque de 31 mégawatts crête de puissance, se compose de plusieurs champs de panneaux solaires implantés sur les communes de Blaye-les-Mines, Le Garric et Cagnac-les-Mines. Il y a deux champs de panneaux solaires sur la commune de Blaye-les-Mines équipés par Bouygues Énergies Services et Schneider Electric pour le compte de NEOEN.
Un champ de panneaux solaires photovoltaïques se compose de pieux métalliques de trois mètres enfoncés dans le sol qui supportent les 27 000 panneaux environ, fournissant chacun 260 watts posés sur 460 tables de 46 panneaux rectangulaires d'un mètre carré environ, le tout d'un poids de 630 tonnes environ. Tous les panneaux, qui produisent du courant continu, sont reliés par câbles électriques enterrés à des postes d'onduleurs qui convertissent en courant alternatif de 20 000 volts raccordés au réseau national de transport d'électricité géré par ERDF.
Le premier champ de panneaux est situé sur l'ancien terril des Tronques de l'ancienne société d'exploitation du charbon, les Houillères d'Aquitaine et occupe environ cinq hectares, soit plus de dix terrains de rugby. L'implantation a démarré début novembre 2015 et début 2016, la production était effective.
Le second champ est situé sur le sommet de la zone appelée verse nord de Blaye, de l'ancienne exploitation de charbon à ciel ouvert de Sainte-Marie. Il occupe environ dix hectares, soit plus de vingt terrains de rugby. L'implantation a démarré début novembre 2015 et début 2016, la production était effective.

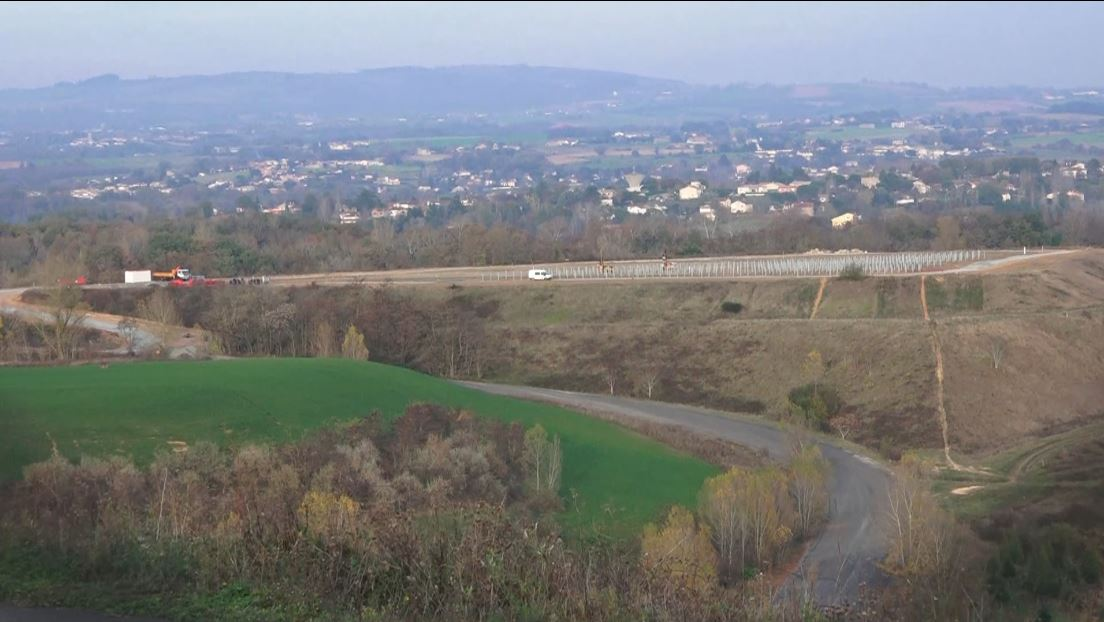
Champ de panneaux photovoltaïques de la zone des Tronques à Blaye.
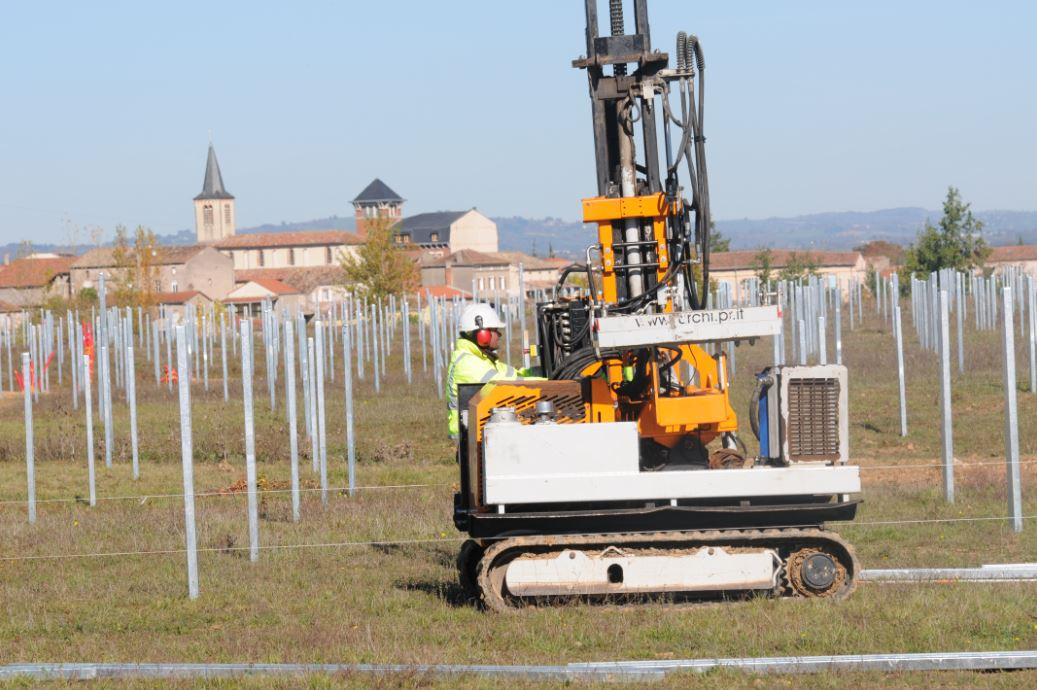
Champ de panneaux photovoltaïques de la zone verse nord de Blaye.
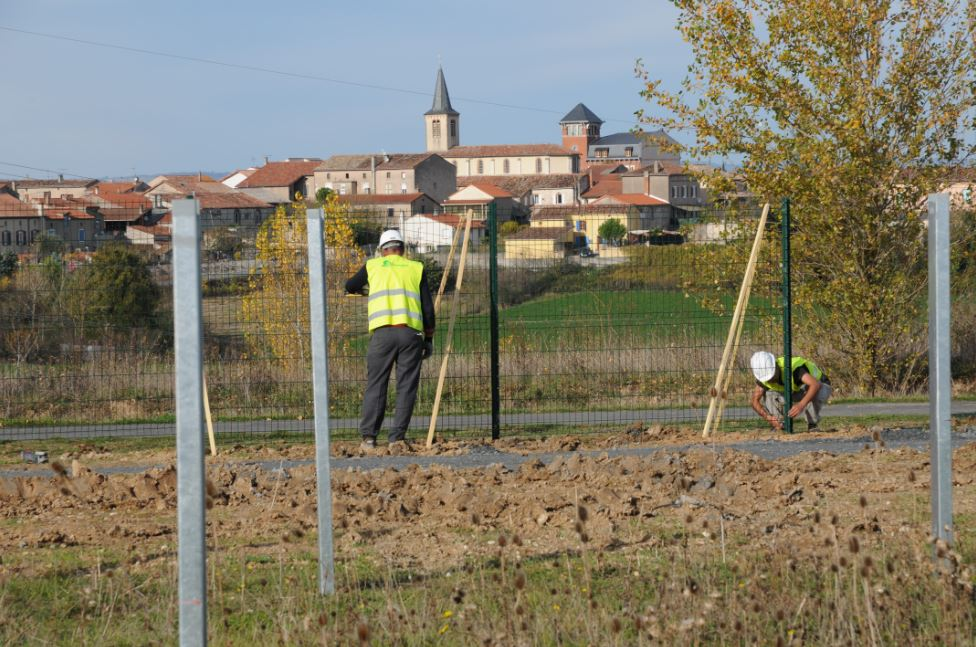
Pose de la clôture du champ de panneaux photovoltaïques de la zone verse nord de Blaye.
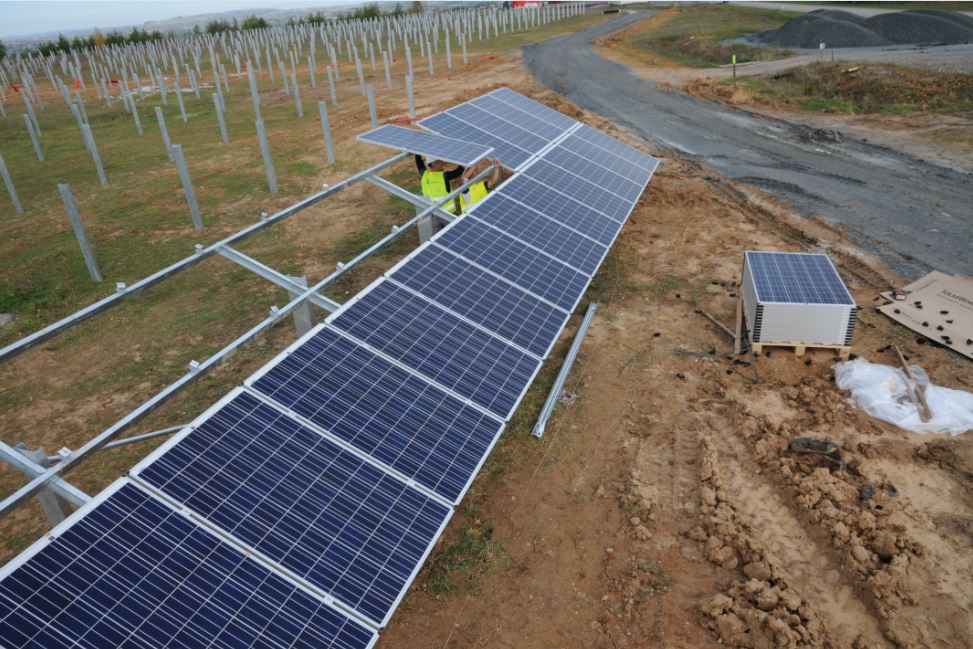
Pose des premiers panneaux photovoltaïques de la zone verse nord de Blaye.

En journée, la production d'électricité va s'établir autour de 8,3 mégawatts crête soit l'équivalent de cinq à huit éoliennes. La production d'électricité de ce champ équivaut à 2,5 fois la consommation d'électricité de tous les habitants de la commune de Blaye-les-Mines.

### Fiscalité locale
| Taxe                                                | Part communale | Part intercommunale | Part départementale | Part régionale |
| --------------------------------------------------- | -------------- | ------------------- | ------------------- | -------------- |
| Taxe d'habitation (TH)                              | 10,53 %        | 0,00 %              | 9,77 %              | 0,00 %         |
| Taxe foncière sur les propriétés bâties (TFPB)      | 23,78 %        | 0,00 %              | 21,03 %             | 4,72 %         |
| Taxe foncière sur les propriétés non bâties (TFPNB) | 186,25 %       | 0,00 %              | 70,42 %             | 11,23 %        |
| Cotisation foncière des entreprises (ex-TP)         | 00,00 %        | 36,00 %             | 0,00 %              | 0,00 %         |

La cotisation foncière des entreprises est perçue par la communauté de communes du Carmausin.

## Population et société

### Démographie

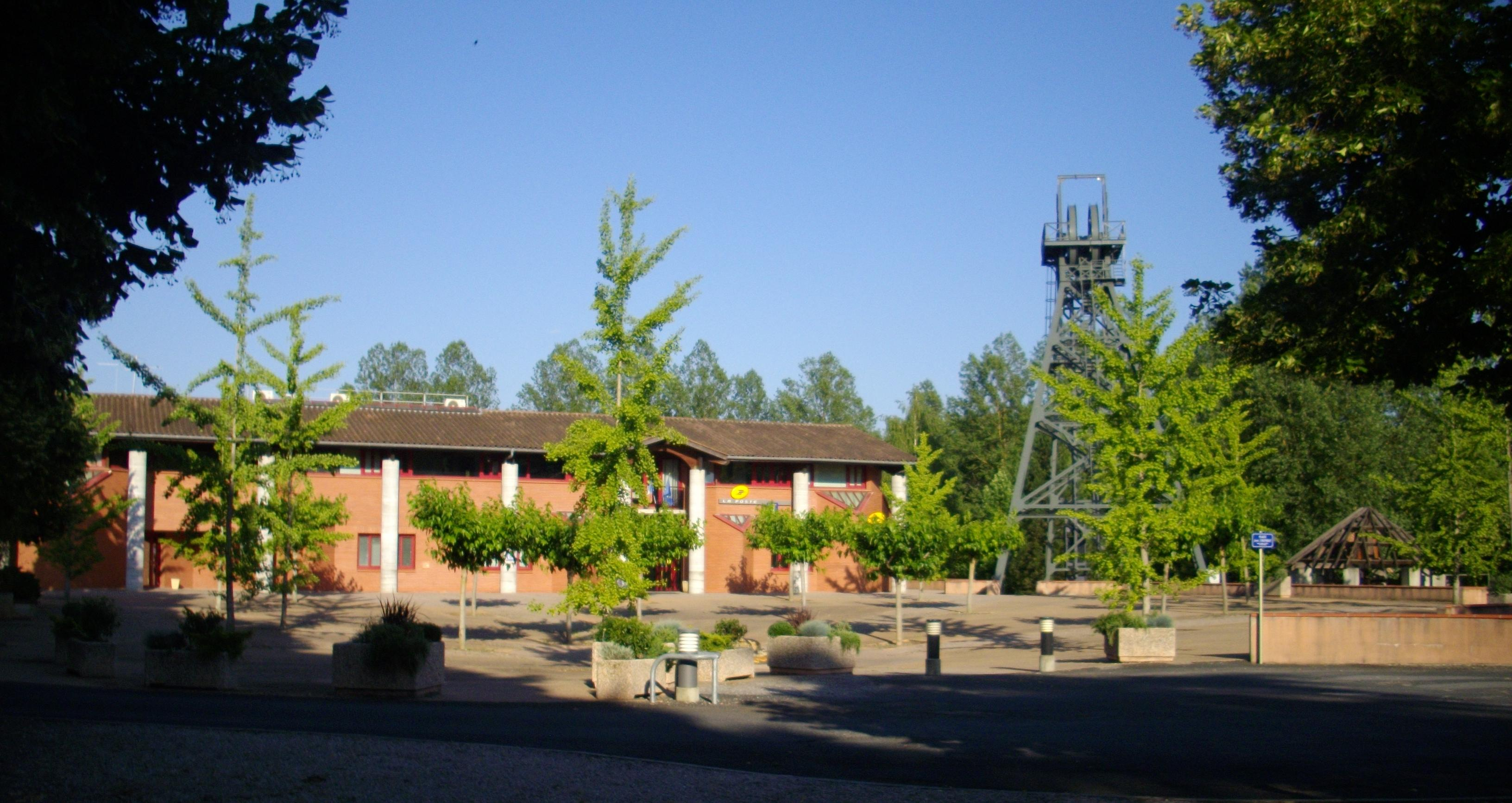
Mairie de Blaye-les-Mines, place Jean-Coutouly.

L'évolution du nombre d'habitants est connue à travers les recensements de la population effectués dans la commune depuis 1793. Pour les communes de moins de 10 000 habitants, une enquête de recensement portant sur toute la population est réalisée tous les cinq ans, les populations de référence des années intermédiaires étant quant à elles estimées par interpolation ou extrapolation. Pour la commune, le premier recensement exhaustif entrant dans le cadre du nouveau dispositif a été réalisé en 2008.

En 2022, la commune comptait 2 920 habitants, en évolution de −2,96 % par rapport à 2016 (Tarn : +2,52 %, France hors Mayotte : +2,11 %).
| 1793 | 1800 | 1806 | 1821 | 1831 | 1836 | 1841 | 1846 | 1851 |
| ---- | ---- | ---- | ---- | ---- | ---- | ---- | ---- | ---- |
| 367  | 425  | 504  | 487  | 567  | 581  | 605  | 726  | 767  |

| 1856 | 1861 | 1866 | 1872 | 1876  | 1881  | 1886  | 1891  | 1896  |
| ---- | ---- | ---- | ---- | ----- | ----- | ----- | ----- | ----- |
| 889  | 942  | 964  | 992  | 1 127 | 1 365 | 1 640 | 1 903 | 2 159 |

| 1901  | 1906  | 1911  | 1921  | 1926  | 1931  | 1936  | 1946  | 1954  |
| ----- | ----- | ----- | ----- | ----- | ----- | ----- | ----- | ----- |
| 2 702 | 2 844 | 3 134 | 3 527 | 3 950 | 4 137 | 3 134 | 5 019 | 6 558 |

| 1962  | 1968  | 1975  | 1982  | 1990  | 1999  | 2006  | 2008  | 2013  |
| ----- | ----- | ----- | ----- | ----- | ----- | ----- | ----- | ----- |
| 5 898 | 5 526 | 4 563 | 3 919 | 3 227 | 2 944 | 3 058 | 3 068 | 3 073 |

| 2018  | 2022  | - | - | - | - | - | - | - |
| ----- | ----- | - | - | - | - | - | - | - |
| 2 965 | 2 920 | - | - | - | - | - | - | - |

## Économie

### Revenus
En 2018, la commune compte 1 462 ménages fiscaux, regroupant 3 005 personnes. La médiane du revenu disponible par unité de consommation est de 18 080 € (20 400 € dans le département). 32 % des ménages fiscaux sont imposés (42,8 % dans le département).

### Emploi
|                | 2008  | 2013   | 2018   |
| -------------- | ----- | ------ | ------ |
| Commune        | 8,3 % | 13,3 % | 13,1 % |
| Département    | 8,2 % | 9,9 %  | 10 %   |
| France entière | 8,3 % | 10 %   | 10 %   |

En 2018, la population âgée de 15 à 64 ans s'élève à 1 665 personnes, parmi lesquelles on compte 70,2 % d'actifs (57,1 % ayant un emploi et 13,1 % de chômeurs) et 29,8 % d'inactifs,. Depuis 2008, le taux de chômage communal (au sens du recensement) des 15-64 ans est supérieur à celui de la France et du département.
La commune fait partie de la couronne de l'aire d'attraction d'Albi, du fait qu'au moins 15 % des actifs travaillent dans le pôle,. Elle compte 945 emplois en 2018, contre 1 077 en 2013 et 958 en 2008. Le nombre d'actifs ayant un emploi résidant dans la commune est de 956, soit un indicateur de concentration d'emploi de 98,8 % et un taux d'activité parmi les 15 ans ou plus de 46,4 %.
Sur ces 956 actifs de 15 ans ou plus ayant un emploi, 233 travaillent dans la commune, soit 24 % des habitants. Pour se rendre au travail, 89,9 % des habitants utilisent un véhicule personnel ou de fonction à quatre roues, 2,2 % les transports en commun, 4,7 % s'y rendent en deux-roues, à vélo ou à pied et 3,1 % n'ont pas besoin de transport (travail au domicile).

### Activités hors agriculture

#### Secteurs d'activités
171 établissements sont implantés  à Blaye-les-Mines au 31 décembre 2019. Le tableau ci-dessous en détaille le nombre par secteur d'activité et compare les ratios avec ceux du département,.
| Secteur d'activité                                                                                        | Commune | Commune | Département |
| Secteur d'activité                                                                                        | Nombre  | %       | %           |
| --- | ------- | ------- | ----------- |
| Ensemble                                                                                                  | 171     | 100 %   | (100 %)     |
| Industrie manufacturière, industries extractives et autres                                                | 22      | 12,9 %  | (13 %)      |
| Construction                                                                                              | 33      | 19,3 %  | (12,5 %)    |
| Commerce de gros et de détail, transports, hébergement et restauration                                    | 53      | 31 %    | (26,7 %)    |
| Information et communication                                                                              | 2       | 1,2 %   | (2,1 %)     |
| Activités financières et d'assurance                                                                      | 1       | 0,6 %   | (3,3 %)     |
| Activités immobilières                                                                                    | 1       | 0,6 %   | (4,2 %)     |
| Activités spécialisées, scientifiques et techniques et activités de services administratifs et de soutien | 15      | 8,8 %   | (13,8 %)    |
| Administration publique, enseignement, santé humaine et action sociale                                    | 28      | 16,4 %  | (15,5 %)    |
| Autres activités de services                                                                              | 16      | 9,4 %   | (9 %)       |

Le secteur du commerce de gros et de détail, des transports, de l'hébergement et de la restauration est prépondérant sur la commune puisqu'il représente 31 % du nombre total d'établissements de la commune (53 sur les 171 entreprises implantées  à Blaye-les-Mines), contre 26,7 % au niveau départemental.

#### Entreprises et commerces
Les cinq entreprises ayant leur siège social sur le territoire communal qui génèrent le plus de chiffre d'affaires en 2020 sont : 
- Societe Holding De Distribution Tarnaise - Holditar, hypermarchés (22 730 k€)
- CRM, mécanique industrielle (14 046 k€)
- Innov TP, travaux de terrassement spécialisés ou de grande masse (2 628 k€)
- Porcigene, activités de soutien à la production animale (1 045 k€)
- Controle Technique Automobile Aymard Par Abreviation Ct2A, contrôle technique automobile (307 k€)

### Agriculture
|               | 1988 | 2000 | 2010 | 2020 |
| ------------- | ---- | ---- | ---- | ---- |
| Exploitations | 13   | 5    | 3    | 1    |
| SAU (ha)      | 174  | 218  | 207  | 2    |

La commune est dans la « plaine de l'Albigeois et du Castrais », une petite région agricole occupant le centre du département du Tarn. En 2020, l'orientation technico-économique de l'agriculture  sur la commune est la polyculture et/ou le polyélevage. Une seule  exploitation agricole ayant son siège dans la commune est recensée lors du recensement agricole de 2020 (13 en 1988). La superficie agricole utilisée est de 2 ha,,.

## Culture locale et patrimoine

### Lieux et monuments

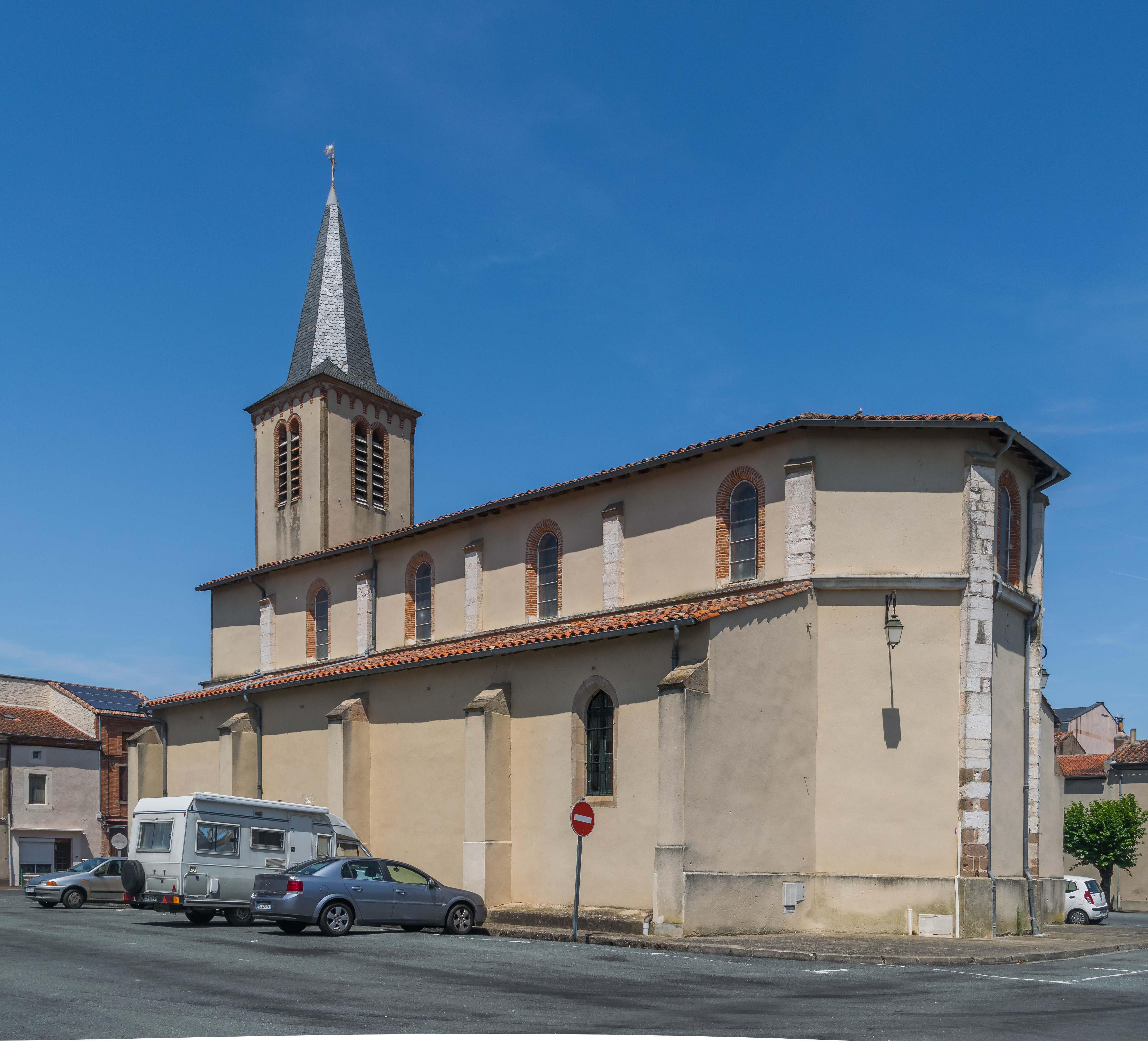
Église Saint-Salvy

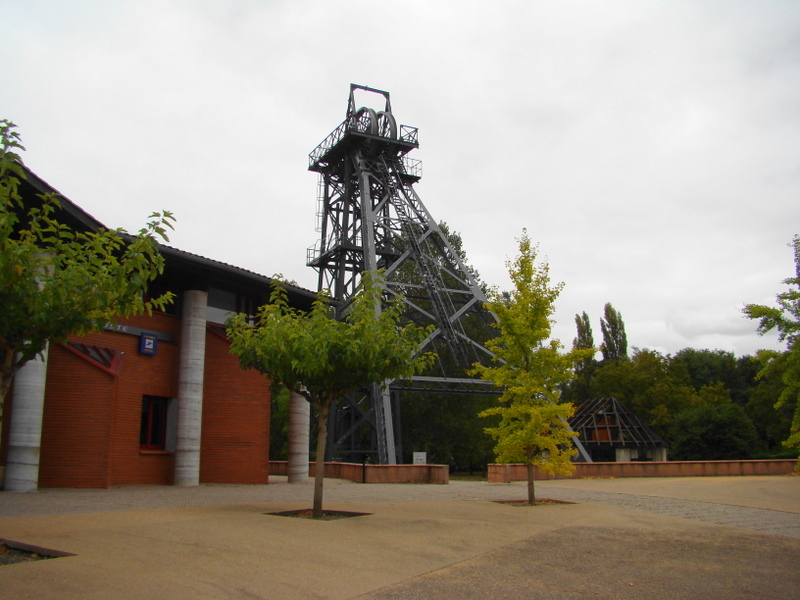
Chevalement de l'ancien puits de mine de Sainte-Marie, place Jean-Coutouly.

- Église Saint-Salvy de Blaye-les-Mines.
- Église Saint-Louis de Blaye-les-Mines.
- Dans l'ancienne mairie, à Blaye-Village, place Augustin-.Malroux : exposition des œuvres du peintre Bernard-Joseph Artigue[48] (Muret 1859 - Blaye-les-Mines 1936).
- Près de la mairie (dont la construction a été achevée en 1988), avenue d'Albi : chevalement de l'ancien puits de mine de charbon de Sainte-Marie, restauré en 2009 .
- Aire de loisirs de L'Endrevié : salle Daniel-Balavoine ; salle Les Pilotis.
- Parc de loisirs Cap'Découverte.
- Musée du verre, domaine de la Verrerie.

### Personnalités liées à la commune
- François Gabriel de Solages (1752-1834), militaire et industriel mort à Blaye-les-Mines ;
- Jean-Baptiste Héral (1822-1911), homme politique, député du Tarn ;
- Bernard-Joseph Artigue (1859-1936), peintre ayant résidé dans la commune qui est légataire d'une partie de ses œuvres dont s'occupe l'association Les Amis de Bernard-Joseph Artigue.
- Jérôme Ludovic de Solages (1862-1927), industriel, conseiller général, député du Tarn ;
- Augustin Malroux (1900-1945), homme politique et résistant français né à Blaye-les-Mines ;
- Marcel Pélissou (1903-1987), syndicaliste et homme politique ;
- Clément Taillade (1909-1978), homme politique né à Blaye-les-Mines ; député du Tarn ;

### Héraldique
| Blaye-les-Mines | Son blasonnement est : D'or embrassé à dextre de sable. |

## Vie pratique

### Enseignement
Blaye-les-Mines fait partie de l'académie de Toulouse.